# دكهتنآمون
دكهتنآمون أو تاكاهات إن آمون، هي ملكة نوبية كوشية أو زوجة ملك عاشت في عهد الأسرة الخامسة والعشرين في مصر، وهي زوجة الملك تاهرقا.

## عائلتها
الملكة دكهتنآمون هي ابنة الملك بيعنخي وزوجة شقيقها الملك تهرقا.

## ألقابها
- الأميرة الوراثية.
- عظيمة الثناء.
- زوجة الملك وحبيبته.
- سيدة جميع النساء.
- أخت الملك.[2]

## آثارها
الملكة دكهتنآمون معروفة من مشهد في معبد جبل بركل، حيث تصور واقفة تلعب بالشخشيخة المقدسة خلف زوجها تهارقا الذي يقدم القرابين للإله آمون رع وزوجته الإلهة موت.

## مدفنها
وقد اقترح عالم المصريات جورج أندرو رايزنر أن الملكة دكهتنآمون قد دفنت في جبانة نوري في المقبرة رقم 21، وقد تم تأريخ القبر بوقت الملك سنكامانسكن، وهذا يعني أن الملكة يجب أن تكون قد توفيت في السبعينات أو حتى الثمانينات من عمرها إذا كانت دفنت في هذه المقبرة.